# Piadena
Piadena – miejscowość i gmina we Włoszech, w regionie Lombardia, w prowincji Cremona.
Według danych na rok 2004 gminę zamieszkiwało 3510 osób, 184,7 os./km².
W miejscowości jest stacja kolejowa Piadena.